# بیبیانو زپیرین
بیبیانو زپیرین (انگلیسی: Bibiano Zapirain; ۲ دسامبر ۱۹۱۹ – ۲ دسامبر ۲۰۰۰) بازیکن فوتبال اهل اروگوئه بود.
از باشگاه‌هایی که در آن بازی کرده‌است می‌توان به باشگاه فوتبال اینتر میلان و باشگاه فوتبال ناسیونال اروگوئه اشاره کرد.
وی همچنین در تیم ملی فوتبال اروگوئه بازی کرده‌است.